# Histioteuthis bonnellii
Histioteuthis bonnellii is een soort in de taxonomische indeling van de inktvissen, een klasse dieren die tot de stam van weekdieren (Mollusca) behoort. De inktvis komt uit het geslacht Histioteuthis en behoort tot de familie Histioteuthidae. Histioteuthis bonnellii werd in 1835 beschreven door Férussac.

## Kenmerken
De inktvis is ongeveer 15 centimeter lang en heeft een purperrode kleur. Daarnaast bevat het dier vele lichtgevende organen, in het bijzonder op de mantel, armen en zeer lange tentakelarmen (tot 50 centimeter). De tentakelarmen zijn verbonden door een vlies. De ogen van het dier zijn niet symmetrisch, ze verschillen veel per zijde van het hoofd.

## Leefwijze
De inktvis is in staat om van kleur te veranderen. Hij beweegt zich voort door water in zijn mantel te pompen en het er via de sifon weer krachtig uit te persen. De inktvis is een carnivoor en zijn voedsel bestaat voornamelijk uit vis, krabben, kreeften en weekdieren die ze met de zuignappen op hun grijparmen vangen.

## Verspreiding en leefgebied
H. bonnellii is een diepzeeinktvis. De soort komt enkel in zout water voor.